# 絲鰭擬冰杜父魚
絲鰭擬冰杜父魚，為輻鰭魚綱鮋形目杜父魚亞目杜父魚科的其中一種，為溫帶海水魚，分布於東太平洋阿拉斯加至美國加州南部海域，棲息深度18-800公尺，背部色彩橄欖綠色到淡褐色，在腹面黃色到淡褐色，4個深色的鞍狀斑橫過背部，雄性有時具有橘色及紅色大斑點，背鰭硬棘9-11枚、背鰭軟條15-18枚、臀鰭軟條13-15枚，體長可達27公分，棲息在砂泥底質水域，以甲殼類為食，生活習性不明。

## 扩展阅读
維基物種上的相關：絲鰭擬冰杜父魚